# Enchoptera
Enchoptera is een kevergeslacht uit de familie van de boktorren (Cerambycidae). De wetenschappelijke naam van het geslacht werd voor het eerst geldig gepubliceerd in 1850 door Saunders.

## Soorten
Enchoptera omvat de volgende soorten:
- Enchoptera apicalis Saunders, 1850
- Enchoptera nigricornis Saunders, 1850